# Фундаментальная наука
Фундамента́льная нау́ка — область познания, подразумевающая теоретические и экспериментальные научные исследования основополагающих явлений (в том числе и умопостигаемых) и поиск закономерностей, руководящих ими и ответственных за форму, строение, состав, структуру и свойства, протекание процессов, обусловленных ими; — затрагивает базовые принципы большинства гуманитарных и естественнонаучных дисциплин, — служит расширению теоретических, концептуальных представлений, в частности — детерминации идео- и формообразующей сущности предмета их изучения, — мироздания как такового во всех его проявлениях, в том числе и охватывающих сферы интеллектуальные, духовные и социальные. С точки зрения гносеологии (теории познания) фундаментальная наука доказывает познаваемость мира, обосновывает практическую целесообразность во взаимодействии наук, различных научных методов исследования естественных и гуманитарных наук.

## Задачи и функции
В задачи фундаментальной науки не входит скорая и непременная практическая реализация (тем не менее, перспективно — эпистемологически целесообразные), в чём и состоит коренное отличие её от утилитарной теоретической или прикладной науки, являющихся таковыми и по отношению к ней. Однако результаты фундаментальных изысканий находят и актуальное применение, постоянно корректируют развитие любой дисциплины, что вообще немыслимо без развития фундаментальных её разделов — любые открытия и технологии непременно опираются на положения фундаментальной науки по определению, а в случае противоречия с конвенциональными представлениями, не только стимулируют модификации таковых, — нуждающихся в фундаментальных исследованиях для полноценного понимания процессов и механизмов, лежащих в основе того или иного феномена, — дальнейшего совершенствования метода или принципа. Традиционно фундаментальные исследования соотносимы были с естествознанием, в то же время все формы научного познания опираются на системы обобщений, являющихся их основой; таким образом и все гуманитарные науки обладают или стремятся обладать аппаратом, способным охватить и сформулировать общие фундаментальные принципы исследований и методы их истолкования.

Статус фундаментальных ЮНЕСКО присваивает исследованиям, которые способствуют открытию законов природы, пониманию взаимодействий между явлениями и объектами реальной действительности.
К основным функциям фундаментальных исследований относится — познавательная; непосредственной задачей является получение конкретных представлений о законах природы, которые обладают характерной общностью и стабильностью. К основным признакам фундаментальности относят:
а) концептуальную универсальность,
б) пространственно-временную общность.

Тем не менее, это не позволяет сделать вывод, что отличительной особенностью фундаментальности является отсутствие практической применимости, поскольку в процессе решения фундаментальных проблем закономерно открываются новые возможности и методы решения практических задач.
Государство, обладающее достаточным научным потенциалом, и стремящееся к его развитию, непременно способствует поддержке и развитию фундаментальных исследований, несмотря на то, что они зачастую не являются рентабельными.
Так вторая статья федерального закона России от 23 августа 1996 года за № 127-ФЗ «О науке и государственной научно-технической политике» даёт такое определение фундаментальным исследованиям:

Экспериментальная или теоретическая деятельность, направленная на получение новых знаний об основных закономерностях строения, функционирования и развития человека, общества, окружающей природной среды.

## История и эволюция
Самым ярким примером, иллюстрирующим характерные особенности фундаментальной науки, конечно, может служить история исследований, связанных со строением материи, в частности — строения атома, практическую реализацию которые нашли, без преувеличения, только через сотни лет после зарождения начальных представлений атомизма, и через десятки — после оформления теории строения атома.
В каждой области знаний наблюдается подобный процесс, когда от первичного эмпирического субстрата, через гипотезу, эксперимент и теоретическое его осмысление, при соответствующем их развитии и расширении, совершенствовании методологии, наука приходит к определённым постулатам, способствующим, например, поиску и формированию количественно выраженных положений, являющихся теоретической основой и для дальнейших теоретических же исследований, и для формирования задач прикладной науки.
Совершенствование инструментальной базы, как теоретической, так и экспериментальной, — практической, служит (в корректных условиях реализации), совершенствованию метода. То есть любая фундаментальная дисциплина и любое прикладное направление способны, в определённой степени, взаимно участвовать в развитии понимания и решения их самостоятельных, но и общих задач: прикладная наука расширяет возможности исследовательского инструментария, как практического, так и теоретического, фундаментальной науки, которая, в свою очередь, результатами своих исследований, предоставляет теоретический инструмент и основу для развития прикладной по соответствующей тематике. В этом кроется одна из основных причин необходимости поддержки фундаментальной науки, которая как правило не обладает возможностями самофинансирования.
Роль, но и сложность формирования фундаментальных понятий и представлений, то бишь ― тех, на которые опираются в дальнейшем теоретические и практические исследования всех наук; а также ― необходимость взаимодействия их, можно наблюдать на примере истории развития термодинамики (науки «завершённой»), законы которой давно неотъемлемы для многих направлений естествознания.
Но одно из ключевых понятий термодинамики, каковым является энтропия, соприкасается с теорией информации, являющейся общенаучным средством исследования. Однако, если другие физические величины (давление, температура, скорость) достаточно просты для непосредственного восприятия, то величина энтропии (или, по Людвигу Больцману ― «меры беспорядка в системе») определяется только математически. И если энтропию и информацию нельзя свести к прямой аналогии, то математический расчёт их позволяет в некотором смысле отождествлять эти абстрактные величины. Для наглядности эволюции представлений можно вспомнить, что некогда человеку не было известно понятие скорость …
Но дальнейшие попытки «универсализации» энтропии, когда философия пытается применить закономерности, связанные с её вычислением, к другим областям деятельности человека, ― интеллектуальной, творческой, наконец, ― к истолкованию её, философии, собственных проблем (различных феноменологических моделей и т. д.), не выразились позитивными результатами.
Всё сводится к метафизическим выводам, не более, в том числе ― к объяснению науке того, чем и почему она должна заниматься, то есть ― к начальной фазе эпистемологии (иначе формулы будут километровыми, но приводить они будут также к метафизике …; и как тут не вспомнить «здравомыслие физика», о котором говорит Джозайя Гиббс). Такой путь представляется непродуктивным. Но даже этот, на первый взгляд отрицательный результат говорит о том, что следует искать другие пути для синтеза.
Целесообразность и первостепенная ценность фундаментальных исследований доказана многовековым (и бесконечным!) опытом науки, как и потребность подготовки тех, кто с наибольшим успехом, пусть и циклически, будет двигаться по пути познания природы и своего существа, ― самосовершенствования …; ― развития и расширения возможностей применения этого опыта.
Поль Шамбадаль, на чьё мнение частично опирается вышесказанное, перефразируя тезис Сади Карно, предлагает «говорить мало о том, что нам кажется известным, и совсем не говорить о том, что нам с определённостью неизвестно».

## Ошибки толкования
Об опасностях, которыми чревато неправильное понимание, и тем более — публичное освещение вопросов, имеющих отношение к достаточно сложным научным проблемам, предостерегал ещё М. В. Ломоносов в своём «Рассуждении об обязанностях журналистов при изложении ими сочинений, предназначенном для поддержания свободы философии» (1754); не теряют своей актуальности эти опасения и по сей день. Справедливы они и в отношении случающегося ныне толкования роли и значения фундаментальных наук, — отнесения к их компетенции исследований иной «жанровой» принадлежности.
Характерна ситуация, когда наблюдается непонимание самих терминов фундаментальная наука и фундаментальные исследования, — неправильное их употребление, и когда за фундаментальностью в контексте такого использования стоит обстоятельность какого-либо научного проекта. Такие исследования, в большинстве случаев, имеют отношение к масштабным изысканиям в пределах прикладных наук, к большим работам, подчинённым интересам тех или иных отраслей промышленности и т. п. Здесь за фундаментальностью стоит только атрибут значительности, притом никоим образом их нельзя отнести к фундаментальным — в том значении, о котором сказано выше. Именно такое неправильное понимание порождает деформацию представлений об истинном смысле действительно фундаментальной науки (в терминах современного науковедения), которая начинает расцениваться исключительно как «чистая наука» в самом превратном толковании, то есть как наука оторванная от реальных практических потребностей, как обслуживающая, например, «корпоративные проблемы яйцеголовых».
Достаточно быстрое развитие техники и системных методов (в отношении реализации полученного и давно «предсказанного» фундаментальной наукой) создаёт условия для иного рода неправильной классификации научных исследований, когда новое их направление, принадлежащее к области — междисциплинарных, расценивается как успех освоения технологической базы или наоборот, представляется только в виде линии развития — фундаментальных. В то время как последним эти научные исследования, действительно, обязаны своим происхождением, но имеют в большей степени отношение — к прикладным, и лишь косвенно служат развитию фундаментальной науки.
Примером тому могут служить нанотехнологии, основа которых сравнительно недавно, по срокам развития науки, была заложена, в числе многих других направлений фундаментальных исследований, — коллоидной химией, изучением дисперсных систем и поверхностных явлений. Однако это не значит, что лежащие в основе той или иной новой технологии фундаментальные исследования должны быть полностью подчинены ей, поглотив обеспечение других направлений; когда возникает опасность перепрофилирования в отраслевые научно-исследовательские учреждения, призванных заниматься фундаментальными исследованиями достаточно широкого диапазона. И, что самое главное и печальное, это может привести к тому, что придётся «покупать технологии» и специалистов, но, как известно, — не всё продаётся и покупается ….